# 나루오카 쇼
나루오카 쇼(일본어: 成岡 翔, 1984년 5월 31일 ~ )는 일본의 전 축구 선수이다.

## 구단 경력
그는 2003년부터 2019년까지 J리그의 주빌로 이와타, 아비스파 후쿠오카, 알비렉스 니가타, SC 사가미하라, 후지에다 MYFC에서 활동하였다.

## 국가대표팀 경력
그는 2001년 FIFA U-17 세계 축구 선수권 대회에 참가할 일본 U-17 국가대표팀에 발탁되었으며, 3경기에 출전했다.
2005년 FIFA 세계 청소년 축구 선수권 대회에 참가할 일본 U-20 국가대표팀에도 발탁되었으며, 5경기에 출전, 8강 진출에 기여했다.